# The Call - Non rispondere
The Call - Non rispondere (着信アリ?, Chakushin ari) è un film del 2003 diretto da Takashi Miike, con protagonista Kou Shibasaki.
Il film ha generato i sequel The Call 2 e The Call: Final, nonché un remake statunitense intitolato Chiamata senza risposta.

## Trama
La studentessa Yoko trova sul proprio cellulare una chiamata persa. Quando ascolta il messaggio rimasto sulla segreteria sente la sua stessa voce urlare, presa dal panico. La data del messaggio è quella di due giorni dopo. Yoko racconta la cosa alla sua amica Yumi, ma le due ragazze non prendono la cosa troppo sul serio. Tuttavia il giorno seguente, all'ora esatta del messaggio, la ragazza muore investita da un treno. Di lì a pochi giorni altri due ragazzi, il cui numero era nella rubrica di Yoko, ricevono lo strano messaggio in segreteria, e muoiono in maniera analoga.
Yumi, avendo intuito che presto toccherà a lei, si unisce ad Hiroshi, un giovane poliziotto che sta indagando sulla morte della sorella, mancata in circostanze simili. I due, grazie ad una serie di indizi, risalgono a Marie, una donna scomparsa mesi prima. La donna aveva due figlie, una delle quali si trova in ospedale, diventata autistica in seguito a presunti abusi. Intanto Natsumi, cara amica di Yumi che ha ricevuto la telefonata, viene contatta da un programma televisivo che tratta di avvenimenti paranormali, che le offre di essere ospite nella trasmissione per parlare della storia della telefonata e per sottoporsi ad un esorcismo. Natsumi accetta la proposta, spaventata dall'idea di poter morire. Durante la trasmissione, nonostante il tentato esorcismo da parte di un religioso, Natsumi muore in diretta televisiva, davanti agli occhi degli spettatori e di Yumi che pochi minuti dopo la morte dell'amica riceve la telefonata.
Ormai pronta a fare di tutto pur di sopravvivere, Yumi insieme ad Hiroshi scopre che la figlia maggiore di Marie, Mimiko, è morta in seguito ad un attacco d'asma e che il corpo di Marie, morta in un incendio nell'ospedale in cui lavorava, non è mai stato ritrovato. Yumi ed Hiroshi così decidono di andare in quell'ospedale con l'intento di ritrovare il corpo di Marie e di porre fine all'incubo una volta per tutte. Ma dopo averlo ritrovato, il corpo ustionato e senza vita di Marie attacca apparentemente Yumi, che riconosce nella creatura sua madre. La ragazza decide di abbracciare Marie che poi inspiegabilmente si accascia al suolo. Yumi, convinta che tutto sia ormai finito, torna a casa, mentre Hiroshi si reca nella casa-famiglia dove è ospite la figlia minore di Marie, per comunicarle il ritrovamento del corpo della madre. Appena arrivato però la direttrice dell'istituto gli confida di aver trovato un DVD nello zainetto della bambina. I due così incuriositi decidono di guardarlo insieme e dalla visione del disco scoprono che non era Marie che abusava della figlia, ma la sorella più grande Mimiko. Marie preoccupata dagli strani incidenti domestici che capitavano molto spesso alla figlia più piccola, aveva deciso di piazzare nella camera delle due bambine una telecamera nascosta, e quando aveva scoperto che gli incidenti erano stati causati dalla figlia maggiore, l'aveva chiusa nella sua stanza e aveva portato la figlia minore, nuovamente vittima degli abusi della sorella Mimiko, all'ospedale.
Intanto Mimiko, chiusa nella sua stanza senza l'inalatore, aveva avuto un attacco d'asma ed era morta. E da lì erano partite le telefonate della morte e la prima vittima della maledizione di Mimiko era stata proprio sua madre Marie, la quale morì in un incendio causato da Mimiko nell'ospedale in cui Marie lavorava. Hiroshi quindi avendo inuito l'amara verità, si reca a casa di Yumi che nel frattempo viene raggiunta dallo spettro di Mimiko. Yumi, avendo capito che era stata lei e non la madre ad uccidere i suoi amici e che Marie all'ospedale aveva cercato di proteggerla dalla figlia, lotta con tutte le sue forze contro il potere di Mimiko ma viene uccisa dalla ragazzina che dopo averla ammazzata si impossessa del suo corpo e una volta arrivato Hiroshi, lo accoltella.
Mimiko\Yumi porta Hiroshi all'ospedale; Quando Hiroshi si sveglia, Mikiko\Yumi è al suo fianco e tiene un coltello dietro la schiena.